# Parathranites intermedius
Parathranites intermedius is een krabbensoort uit de familie van de Polybiidae. De wetenschappelijke naam van de soort is voor het eerst geldig gepubliceerd in 2002 door Crosnier.